# Adżlun (muhafaza)
Muhafaza Adżlun (arab. محافظة العاصمة) prowincja (muhafaza) w Jordanii w północno-zachodniej części kraju. Stolicą administracyjną jest Adżlun.
Według spisu z 2015 roku populacja prowincji wynosiła 96 291 mieszkańców w tym 45 900 kobiet i 50 391 mężczyzn. Powierzchnia prowincji to 419,6 km². Prowincja składa się z dwóch liw (okręgów) (arab. ناحية): Kasabat Adżun (w którym znajduje się stolica prowincji Adżlun) oraz Kufrajrat, w skład których wchodzi pięć gmin amanah (arab. أمانة).